# Bristol Hercules

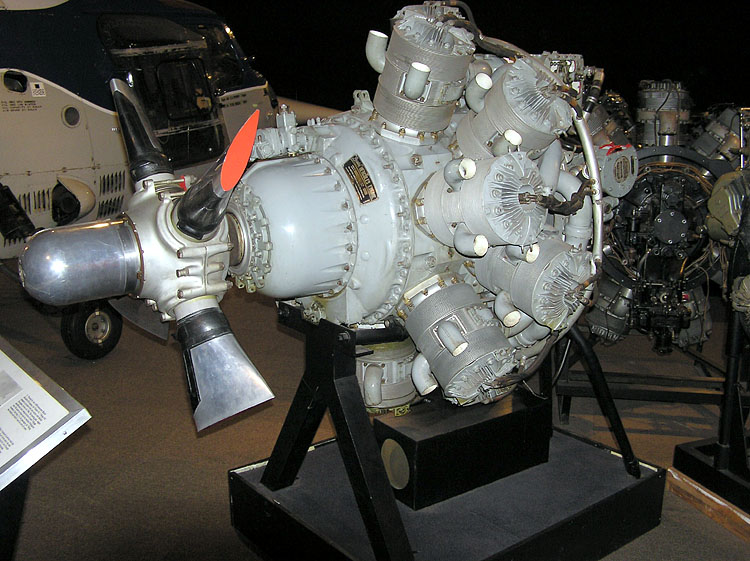
Bristol Hercules

Der Bristol Hercules war ein Doppelsternmotor mit 14 Zylindern und Schiebersteuerung der Bristol Engine Company. Der ab 1936 entwickelte Motor wurde insgesamt 57.400-mal gebaut und im Zweiten Weltkrieg in vielen britischen Flugzeugen verwendet.

## Geschichte
In den 1930er-Jahren hatte Bristol seine erste Schiebersteuerung bei dem 750 PS (550 kW) starken Perseus und dem 500 PS (370 kW) starken Aquila eingeführt. Die Entwicklung der Flugmotoren jener Zeit war so rasant, dass beide Motoren schnell an ihre Leistungsgrenzen stießen und überholt waren. Um weiter an der Spitze der Flugmotorenhersteller stehen zu können, entwickelte Bristol von beiden Triebwerken jeweils eine 14-Zylinder-Version. Der Nachfolger des Perseus war der Hercules, während der Aquila durch den Taurus ersetzt wurde. Der Taurus war ebenfalls ein 14-Zylinder-Doppelsternmotor, hatte aber einen geringeren Hubraum (25,36 Liter) als der Hercules.
Die ersten Hercules-Motoren waren 1939 erhältlich. Sie leisteten anfangs als Hercules I 1290 PS (960 kW). Die nächste Entwicklungsstufe, der Hercules II, erreichte schon 1375 PS (1025 kW). Die Leistung des Hercules VI betrug bereits 1650 PS (1230 kW) und zum Ende des Krieges erreichte der Hercules XVII schließlich 1735 PS (1294 kW).

## Konstruktion
Die sieben Zylinder der hinteren Sternebene des luftgekühlten Doppelsternmotors waren versetzt angeordnet, sodass sie zwischen den sieben Zylindern des vorderen Sterns hervorschauten. Dadurch erreichte auch sie ein ausreichender Kühlluftstrom. Der Hercules hatte – wie auch der größere Bristol Centaurus mit 2 × 9 Zylindern – eine ventillose Schiebersteuerung nach Burt-McCollum. Dadurch ließen sich höhere Verdichtungsverhältnisse realisieren, der mechanische Wirkungsgrad stieg gegenüber einer OHV-Ventilsteuerung, die Kolbentemperatur lag niedriger als bei Zweiventilmotoren und es konnten höhere Drehzahlen erreicht werden, was der Leistung des Motors zugutekam. Einziger Nachteil dieser Bauart war der deutlich höhere Konstruktions- und Fertigungsaufwand.
Insgesamt wurden über 57.400 Hercules produziert.

## Verwendung

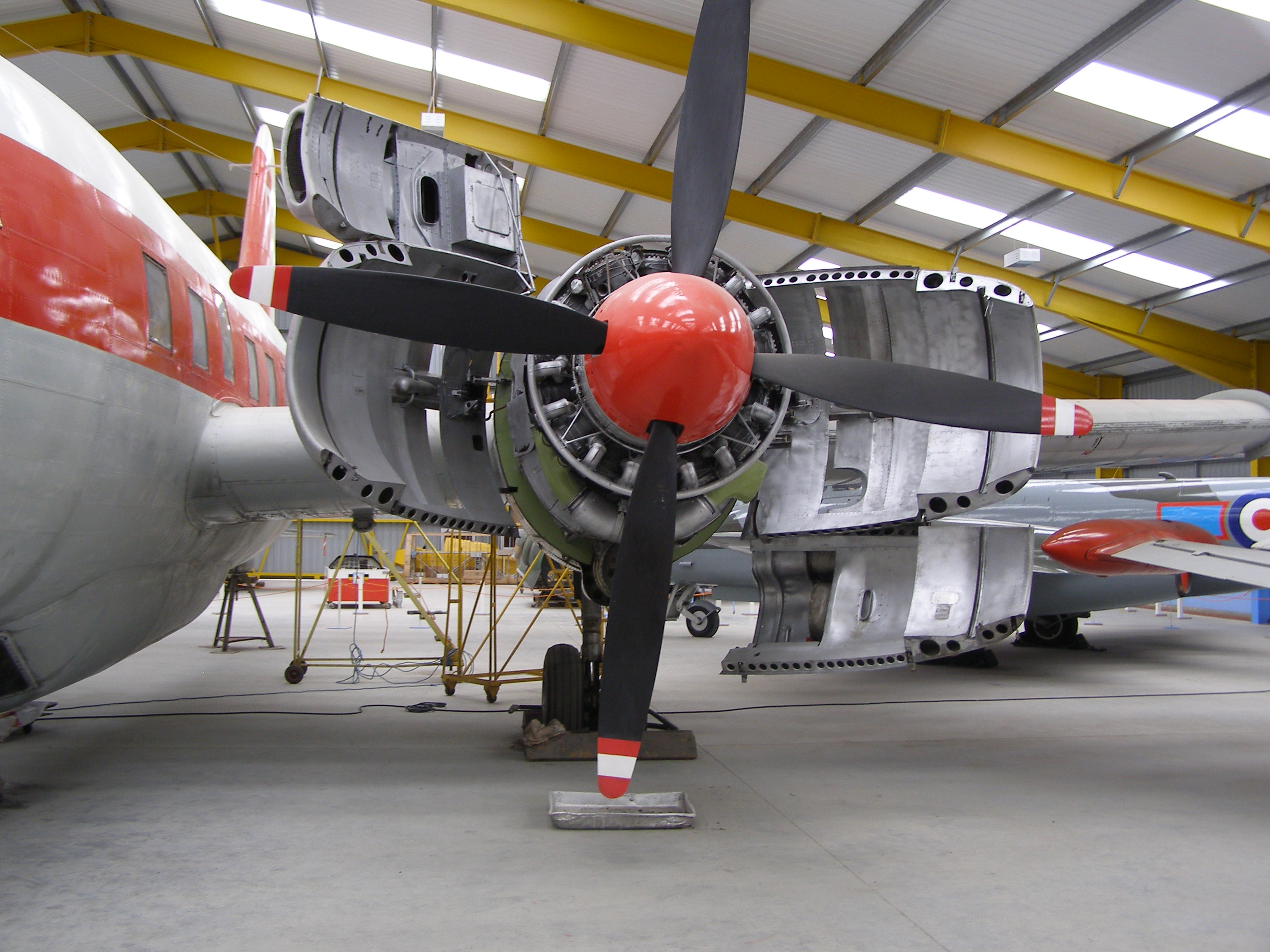
Vickers Varsity T1 mit Bristol Hercules im Newark Air Museum, England

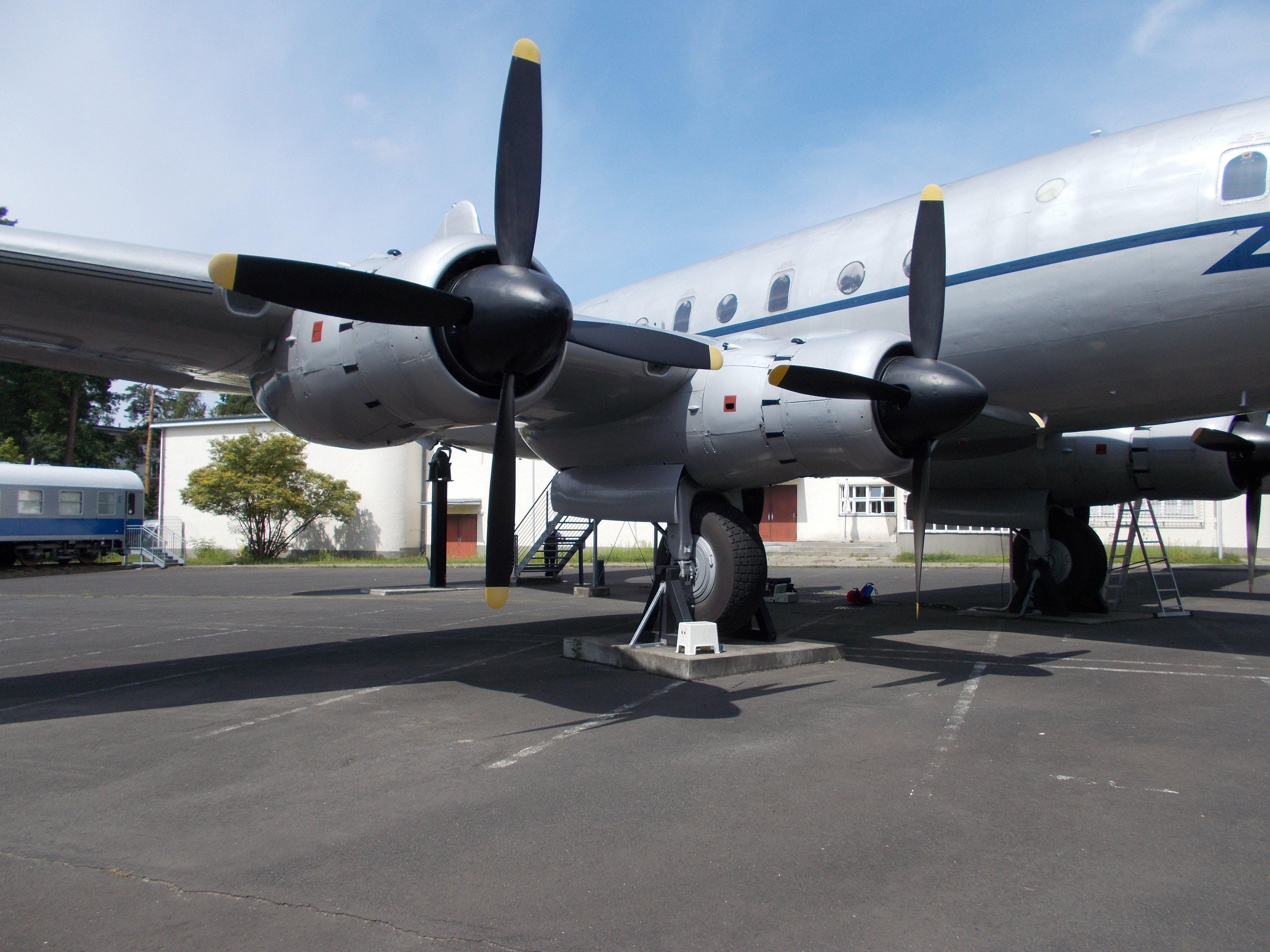
Bristol Hercules Triebwerke, 1675 PS, an einer Handley Page Hastings, AlliiertenMuseum Berlin

Der Bristol Hercules trieb eine Reihe von Flugzeugen an – darunter den als Jäger konzipierten Bristol Beaufighter. Üblicherweise wurde er jedoch in Bombern wie der Short Stirling, dem Vickers Wellington, der Avro Lancaster Mk.II und in allen späten Versionen der Handley Page Halifax verwendet. Er galt als einer der zuverlässigsten Flugmotoren jener Zeit und war bei Piloten und Mechanikern beliebt.
Nach dem Krieg wurde der Hercules auch in zivilen Flugzeugen benutzt – darunter im Bristol 170 Freighter-Frachtflugzeug, dem Short-Solent-Flugboot und vom Hersteller Handley-Page in der Hastings und der Hermes. Außerdem wurde er in Lizenz von SNECMA in Frankreich für die Nord Noratlas produziert.

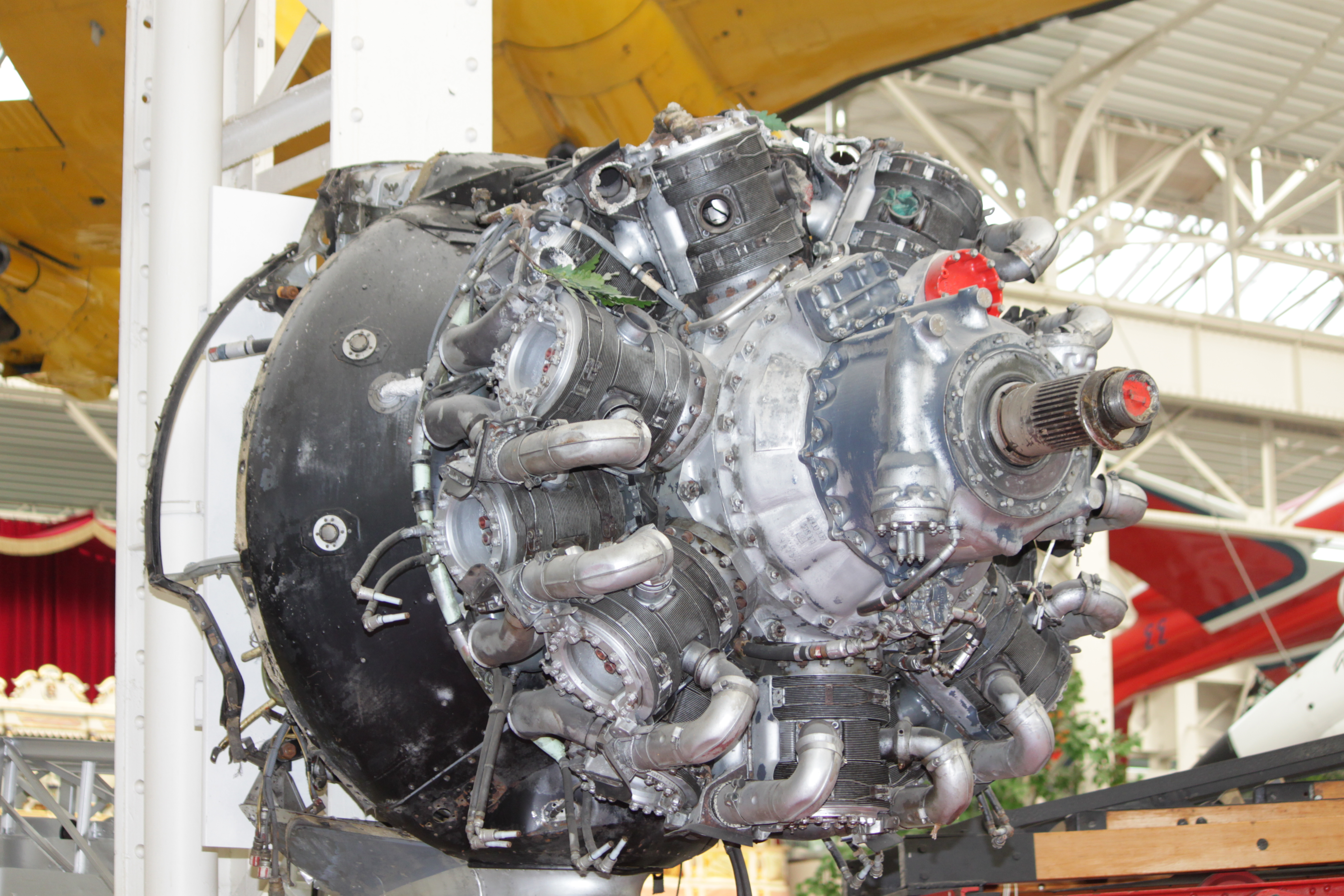
Bristol Hercules XVII

## Technische Daten desHercules VI

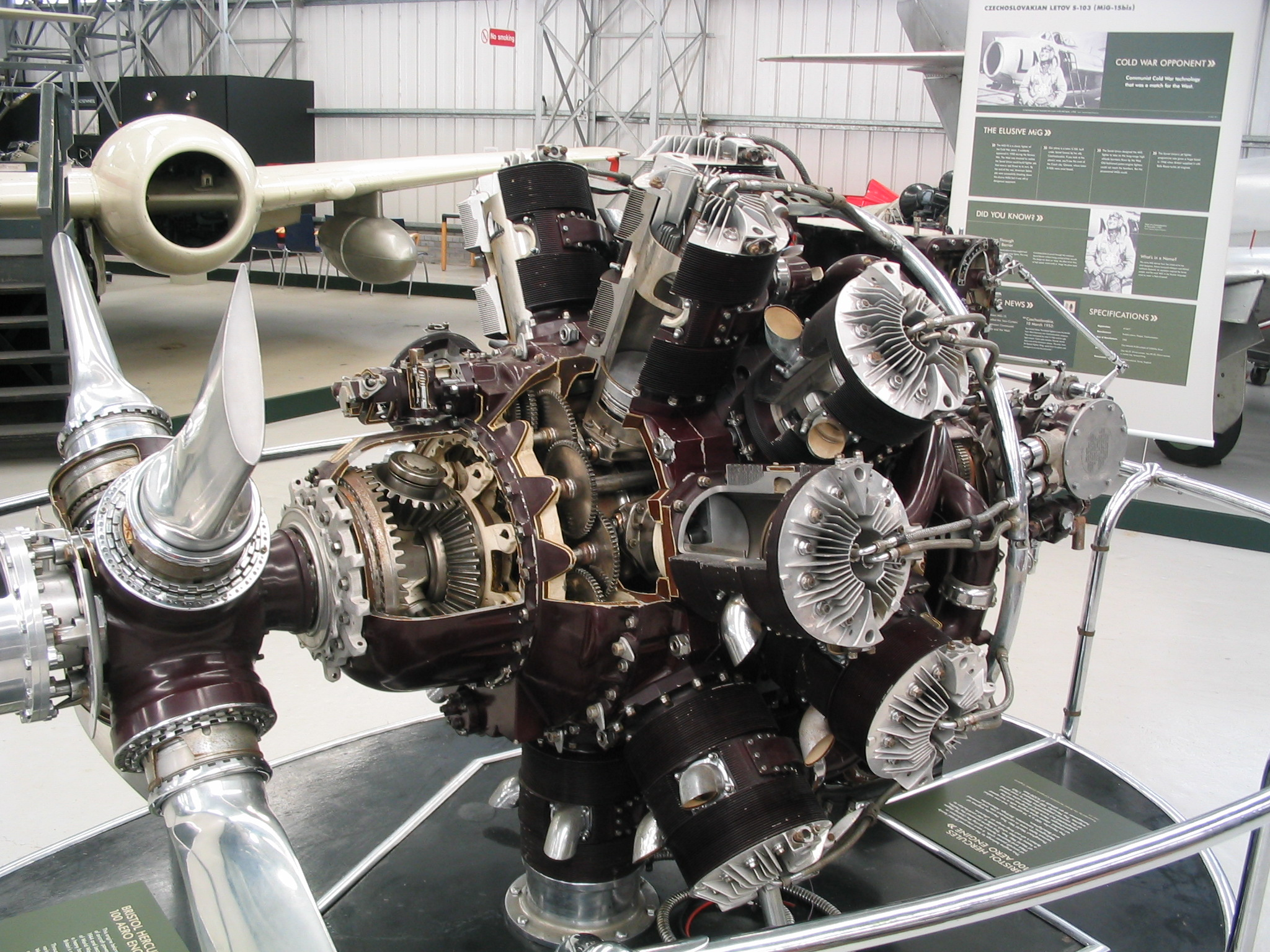
Schnittmodell im Museum of Flight, East Fortune, Schottland

- Typ: 14-zylindriger Viertakt-Doppelsternmotor mit Luftkühlung
- Ventilsteuerung: „Burt-McCollum“-Schiebersteuerung mit drei Einlass- und zwei Auslasskanälen
- Bohrung: 146 mm (5,75 in)
- Hub: 165 mm (6,5 in)
- Hubraum: 38,67 Liter (2.360 cui.)
- Kompression: 7,0 : 1
- Leistung: 1650 PS (1213 kW) bei 2800/min
- spez. Leistung: 42,7 PS/l (31,4 kW/l)
- Masse: 765 kg
- Leistungsgewicht: 0,464 kg/PS (0,631 kg/kW)